# Eva Hache
Eva María Hernández Villegas (Segovia, 7 de agosto de 1971), conocida artísticamente como Eva Hache, es una actriz, presentadora, comediante, locutora y directora de cine española. Ha participado en numerosos programas de televisión, siendo El club de la comedia, Noche Hache y Got Talent algunos de los más destacados. 
Medalla de Oro al Mérito en las Bellas Artes 2024.

## Biografía
Vivió hasta los siete años en Valdepeñas, provincia de Ciudad Real, y desde los ocho hasta los dieciocho años, en Cuéllar (provincia de Segovia). Tras estudiar Filología inglesa y obtener el CAP, su carrera como actriz se inició haciendo teatro. Representó obras clásicas con la compañía del actor y director teatral Juan Antonio Quintana en el Aula de Teatro de la Universidad de Valladolid. En 2000 interpretó una pieza de cabaret autoproducida con Isabel Sobrino, Todo por la Talanga, el Chou, en la que el público intervenía de forma activa.
Consiguió participar como monologuista en algunos programas de la cadena humorística Paramount Comedy (Nuevos Cómicos, Telecompring, La hora chanante...), hasta que en 2003 ganó el cuarto certamen de monólogos de El club de la comedia. Tras ello, fue contratada por la productora Globomedia, que la destinó como colaboradora en el programa de Manel Fuentes La noche... con Fuentes y cía (2004-2005), emitido por Telecinco, en el que hacía de reportera en clave de humor, ganándose la popularidad ante el público.
También trabajó en Splunge (2005), un programa de situaciones cómicas o sketches de TVE en el que colaboró con Florentino Fernández y Patricia Conde, entre otros. Además, tuvo apariciones esporádicas como actriz (siempre cómica) en series de la productora como 7 vidas de Telecinco y Casi Perfectos de Antena 3, junto a Emilio Aragón, dueño de Globomedia.
Como actriz teatral, destacan sus interpretaciones en las obras 5mujeres.com (2003-2004) y Hombres, mujeres y punto (2004-2005), proyecto en el que han participado otras actrices como María Pujalte y Nuria González. En el cine obtuvo un papel en la película Locos por el sexo (2005), de Javier Rebollo. Eva Hache también hizo radio, en La ventana del verano, de Cadena SER con Gemma Nierga.
Ha ganado el Premio Iris (concedido por la Academia de la Televisión), correspondiente a 2005 en la categoría de Mejor Comunicadora de Programas de Entretenimiento. Ese mismo año fue nominada al TP de Oro como Mejor Presentadora de Programas de Entretenimiento, repitiendo nominación en 2006.
Posteriormente, y aún como rostro de Globomedia, Eva presentó el programa nocturno, después de vivir en Sevilla, Noche Hache, de Cuatro (2005-2008), en el que analizaba la actualidad política desde un punto de vista humorístico y crítico junto a otros colaboradores como Ricardo Castella, Marta Nebot, Quequé, Javier Coronas, Fernando Gil y Julián López, entre otros. Este programa supuso su primer trabajo como presentadora principal independiente y uno de los mayores éxitos de Cuatro. Dentro de la dinámica de informativo humorístico, se presentó como candidata por el "Partido Hache" para el Congreso de los Diputados en las elecciones generales del 9 de marzo de 2008.
En 2009 participó en la versión española de Saturday Night Live, en Cuatro, aunque el programa fue retirado por su gran descenso de audiencia.
En enero de 2011, comienza a presentar en La Sexta una nueva edición de El club de la comedia, precisamente el programa de monólogos donde Eva se hizo famosa. Algunos de los nuevos monologuistas (algunos con experiencia) que han participado son Dani Rovira, Ángel Martín, Berto Romero, Carmen Machi y Dani Mateo.
El 8 de mayo de 2011 empezó a presentar el programa de entrevistas Con hache de Eva en La Sexta, que fue cancelado tras cuatro emisiones debido a los pobres índices de audiencia. En su estreno entrevistó al entonces presidente del Gobierno, José Luis Rodríguez Zapatero.
El 19 de febrero de 2012, presentó la XXVI edición de los Premios Goya, y en diciembre de 2012 fue anunciada por la Academia de Cine como la presentadora de la 27º ceremonia realizada el 17 de febrero de 2013.
El 27 de febrero de 2015 estrena en Cuatro el programa de cámara oculta Guasabi. Sin embargo, la primera entrega tuvo un discreto resultado de audiencia y Mediaset decidió no dar continuidad al formato. En Atresmedia no gustó su intervención en Guasabi y fue sustituida en El club de la comedia por Alexandra Jiménez.
En diciembre de 2015 se anunció su fichaje por el canal #0 de Movistar+ para protagonizar la serie Web Therapy con el personaje de Rebeca Miller, adaptación española de la serie americana protagonizada por Lisa Kudrow. Fue la primera ficción de esa cadena y que se estrenó en 2016.
Entre 2016 y 2018, participó como jueza, junto a Edurne, Jorge Javier Vázquez, Risto Mejide y Santi Millán, en el talent show español Got Talent emitido en Telecinco.
En 2018 crea un grupo musical de versiones llamado Vintache, con el cual actúa en el programa Late Motiv y realiza varios directos en la Sala Sol de Madrid. Ese mismo año hace una pequeña colaboración en la última película dirigida por José Luis Cuerda, Tiempo después.
A principios de 2019, TVE anunció que Eva Hache sería la nueva conductora de su formato El paisano, cambiando de nombre por La paisana, sustituyendo así al actor Pablo Chiapella, encargado de la primera temporada, y al humorista Edu Soto, conductor de la segunda.
En 2020 se anunció que Eva Hache se ocuparía de la dirección de la película Idiotizadas, adaptación del cómic homónimo de Moderna de Pueblo. Finalmente debutó como directora con la película Un mal día lo tiene cualquiera (2024), comedia escrita por Jelen Morales, protagonizada por Ana Polvorosa y producida por Álex de la Iglesia y Carolina Bang (Pokeepsie Films) y Atresmedia Cine.
A finales de diciembre de 2024 le fue otorgada la Medalla de Oro al Mérito en las Bellas Artes aprobada por el Consejo de Ministros, a propuesta del ministro de Cultura español.

## Trayectoria

### Programas de televisión

#### Como presentadora
| Año       | Programa                          | Función      | Cadena   | Episodios    |
| --------- | --------------------------------- | ------------ | -------- | ------------ |
| 2005-2008 | Noche Hache                       | Presentadora | Cuatro   | 3 temporadas |
| 2011      | Con Hache de Eva                  | Presentadora | La Sexta | 8 programas  |
| 2011-2014 | El club de la comedia             | Presentadora | La Sexta | 52 programas |
| 2012      | XXVI edición de los premios Goya  | Presentadora | La 1     | 1 programa   |
| 2013      | XXVII edición de los premios Goya | Presentadora | La 1     | 1 programa   |
| 2015      | Guasabi                           | Presentadora | Cuatro   | 1 programa   |
| 2019-2020 | La paisana                        | Presentadora | La 1     | 12 programas |

#### Como colaboradora / jurado
| Año       | Programa                       | Función           | Cadena                 | Episodios    |
| --------- | ------------------------------ | ----------------- | ---------------------- | ------------ |
| 2001      | Nuevos cómicos                 | Monologuista      | Paramount Comedy       |              |
| 2002-2003 | La hora chanante               | Varios personajes | Comedy Central         | 6 episodios  |
| 2004-2005 | El club de la comedia          | Monologuista      | La 2; Canal+; Antena 3 | 4 programas  |
| 2003-2005 | La noche... con Fuentes y Cía  | Colaboradora      | Telecinco              | 57 programas |
| 2005      | Splunge                        | Colaboradora      | La 1                   | 16 programas |
| 2009      | Saturday Night Live            | Colaboradora      | Cuatro                 | 13 programas |
| 2016-2018 | Got Talent España              | Jurado            | Telecinco              | 41 programas |
| 2019      | La mejor canción jamás cantada | Jurado            | La 1                   | 2 programas  |
| 2021      | LEGO Masters                   | Jurado            | Antena 3               | 5 programas  |

#### Como concursante
| Año  | Programa                         | Función                          | Cadena   | Episodios   |
| ---- | -------------------------------- | -------------------------------- | -------- | ----------- |
| 2021 | Mask Singer: adivina quién canta | Concursante - 5.ª desenmascarada | Antena 3 | 2 programas |

#### Como invitada
| Año        | Programa                        | Cadena         | Episodios    |
| ---------- | ------------------------------- | -------------- | ------------ |
| 2004-2015  | Pasapalabra                     | Telecinco      | 17 programas |
| 2008-2011  | Buenafuente                     | La Sexta       | 2 programas  |
| 2009; 2011 | Ilustres ignorantes             | Canal +        | 2 programas  |
| 2011       | Sé lo que hicisteis...          | La Sexta       | 1 programa   |
| 2011       | APM?                            | TV3            | 1 programa   |
| 2012       | Buenas noches y Buenafuente     | Antena 3       | 1 programa   |
| 2015       | Planeta Calleja: Glaciar Aialik | Cuatro         | 1 programa   |
| 2016       | ¡Qué tiempo tan feliz!          | Telecinco      | 2 programa   |
| 2016; 2018 | Late motiv                      | #0             | 2 programas  |
| 2017       | Chester in love                 | Cuatro         | 1 programa   |
| 2017       | Sábado Deluxe                   | Telecinco      | 1 programa   |
| 2018       | Viva la vida                    | Telecinco      | 1 programa   |
| 2019       | Las que faltaban                | #0             | 1 programa   |
| 2019       | 31-D: Un golpe de gracia        | La 1           | 1 programa   |
| 2020       | Adivina qué hago esta noche     | Cuatro         | 1 programa   |
| 2020       | Pasapalabra                     | Antena 3       | 1 programa   |
| 2021       | ¿Quién quiere ser millonario?   | Antena 3       | 1 programa   |
| 2021       | La resistencia                  | Movistar Plus+ | 1 programa   |
| 2023       | 25 palabras                     | Telecinco      | 3 programas  |
| 2023       | Estirando el chicle             | Podimo         | 1 programa   |
| 2024       | La Roca                         | La Sexta       | 1 programa   |
| 2024       | La resistencia                  | Movistar Plus+ | 1 programa   |

### Series de televisión
| Año        | Serie          | Personaje                         | Cadena    | Episodios    |
| ---------- | -------------- | --------------------------------- | --------- | ------------ |
| 2004       | Casi perfectos | Cassandra                         | Antena 3  | 1 episodio   |
| 2004; 2006 | 7 vidas        | Periodista / Directora de casting | Telecinco | 2 episodios  |
| 2010       | Museo Coconut  | Gerta                             | Neox      | 1 episodio   |
| 2016       | Web Therapy    | Rebeca Miller                     | #0        | 16 episodios |

### Cine
| Año  | Serie                              | Personaje               | Notas                |
| ---- | ---------------------------------- | ----------------------- | -------------------- |
| 2006 | Locos por las relaciones           | Purita                  | Personaje secundario |
| 2012 | Madagascar 3: Europe's Most Wanted | Capitana Chantel Dubois | Doblaje              |
| 2018 | Tiempo después                     | Sara Gutemberg          | Personaje secundario |
| 2019 | La gallina Turuleca                | Turuleca                | Voz                  |
| 2024 | Un mal día lo tiene cualquiera     | N/A                     | Directora            |

### Cortometrajes
| Año  | Serie           | Personaje | Notas                |
| ---- | --------------- | --------- | -------------------- |
| 2003 | Snow bordes     |           | Personaje secundario |
| 2004 | Golpe de suerte | Enfermera | Personaje secundario |

### Teatro
| Año           | Obra de teatro            |
| ------------- | ------------------------- |
| 2003 - 2004   | 5mujeres.com              |
| 2004 - 2005   | Hombres, mujeres y punto  |
| 2013          | Fisterra                  |
| 2017          | Los vecinos de arriba     |
| 2024-2025     | Mentes Peligrosas         |
| 2025-presente | Nunca he estado en Dublín |

### Radio
| Año  | Programa         | Emisora    |
| ---- | ---------------- | ---------- |
| 2003 | La ventana       | Cadena SER |
| 2021 | Tú no me conoces | Podimo     |

### Libros
- Hache, Eva (2006). Así me lo aprendí yo. Los monólogos de Eva Hache. Ediciones Aguilar. ISBN 84-03-09714-X